# Guarea convergens
Guarea convergens är en tvåhjärtbladig växtart som beskrevs av T.D. Pennington. Guarea convergens ingår i släktet Guarea och familjen Meliaceae. Inga underarter finns listade i Catalogue of Life.